# Xavier Girre
Xavier Girre, né le 20 février 1969 à Rennes, est un dirigeant d'entreprises nommé directeur général de Suez le 2 juin 2025.

## Biographie
Il fait des études à HEC de 1987 à 1990, puis à Sciences Po Paris de 1990 à 1992, enfin à l'ENA de 1992 à 1995. Il est aussi diplômé d'une maîtrise de droit des affaires.
Il  commence sa carrière professionnelle comme Conseiller référendaire à la Cour des comptes de 1995 à 1999. Il passe ensuite 12 ans à Veolia, notamment dans la division Transport. En 2011, il entre dans le groupe La Poste où il est notamment directeur financier du groupe et président de Xange Private Equity. En 2015, il entre dans le groupe EDF où il est directeur financier.
Le 2 juin 2025, il est nommé directeur général de Suez. Il aurait obtenu le poste face à des concurrents de poids comme Stéphane Richard, ancien patron de Orange, et Yann Leriche, D.G. de Getlink. Son principal objectif est de faire retrouver la rentabilité au groupe en 2025 après 2 années de pertes, sans faire de plan social jusqu'en 2026.
Il a la réputation d'un « homme de transformation ».